# Цимбал, Сергей Львович
Сергей Львович Цимбал (28 сентября [11 октября] 1907 — 6 февраля 1978) — советский театровед, театральный критик и педагог, доктор искусствоведения, профессор. 

## Биография
В 1929 году окончил Высшие курсы искусствоведения в Ленинграде. Работал в Государственной академии искусствознания, в издательстве «Земля и фабрика», в Государственном объединении музыкальных, эстрадных и цирковых предприятий, в журналах «Рабочий и театр», «Искусство и жизнь». Занимался научной, журналистской и преподавательской деятельностью, в частности, был одним из основателей театрально-критической школы на театроведческом факультете Ленинградского театрального института. Член Союза писателей (1936). Участник Великой Отечественной войны. Член ВКП(б) с 1945 года.
С 1959 года — доцент, затем профессор ЛГИТМиК. В 1975 году защитил докторскую диссертацию по теме "Многообразие социалистического реализма и новаторство советского театра". Похоронен на Комаровском кладбище.

### Избранные произведения[3]
- Акимов Н. П. Театральное наследие: [Сборник: В 2 кн.] / Сост. В. М. Миронова; Под ред. и со вступ. статьёй, С. 3-51 С. Л. Цимбала.. — Л.: Искусство, 1978. — 294+287 с.
- Горе от ума: Комедия в 4-х д. А. С. Грибоедова / Краткое либретто и пояснит. статья: С. Цимбал. — Л., 1933. — 5000 экз.
- Цимбал С. Л. Авангард: Пьеса [Краткое либретто]. — М., 1930.
- Цимбал С. Л. Актёр и драматург: Критич. статьи. — Л.; М.: Искусство, 1960. — 304 с. — 5000 экз.
- Цимбал С. Л. «Варвары»: Пьеса в 4-х д. М. Горького: Сцены в уездном городе: [Статья] к спектаклю в Ленингр. … театре драмы им. А. С. Пушкина.. — Л., 1947. — 24 с. — 4200 экз.
- Цимбал С. Л. Василий Меркурьев. — Л.; М.: Искусство, 1963. — 184 с. — 40 000 экз.
- Цимбал С. Л. Дело театрального художника // Выставка произведений ленинградских художников театра: Каталог. — Л., 1941. — С. 3–15.
- Цимбал С. Л. «Доходное место»: Комедия в 5 актах А. Н. Островского: [Критич. обзор].. — Л.: типо-лит. им. Григорьева; тип. «Сов. печатник», 1934. — 26 с. — 5000 экз.
- Цимбал С. Л. Евгений Шварц: Критико-биогр. очерк. — Л.: Сов. писатель, 1961. — 271 с. — 4000 экз.
- Цимбал С. Л. Казаки в цирке: [Заслуж. артист РСФСР М. Н. Туганов и его конный ансамбль].. — Л., 1948. — 20 с. — 10 000 экз.
- Цимбал С. Л. «Лев Гурыч Синичкин»: Водевиль в 5-ти д. по Д. Ленскому: [Статья] к спектаклю в Ленингр. … театре комедии.. — Л., 1947. — 16 с. — 4000 экз.
- Цимбал С. Л. Маскарад: Драма в 4-х д., 10 карт. М. Ю. Лермонтова: [Краткое либретто и пояснит. статья].. — Л., 1933. — 29 с. — 5000 экз.
- Цимбал С. Л. Многообразие социалистического реализма и новаторство советского театра: Автореф. дис. … д-ра искусствоведения. — Л., 1975. — 33 с.
- Цимбал С. Л. Народный артист РСФСР лауреат Сталинской премии Александр Иосифович Лариков.. — Л., 1951. — 68 с. — 3200 экз.
- Цимбал С. Л. Нефть // Нефть: (пьеса). — М., 1930. — С. 3–7.
- Цимбал С. Л. Николай Симонов. — Л.: Искусство, 1973. — 291 с. — 25 000 экз.
- Цимбал С. Л. Разные театральные времена. — Л.: Искусство, 1969. — 414 с. — 8000 экз.
- Цимбал С. Л. «Свадьба Кречинского»: Комедия в 3 д. А. В. Сухово-Кобылина.. — Л.: типо-лит. им. Григорьева; тип. «Сов. печатник», 1934. — 24 с. — 5000 экз.
- Цимбал С. Л. «Сказка о правде»: Драм. поэма в 4-х д. М. Алигер: [Статья] к спектаклю в Ленингр. … театре им. Ленинского комсомола.. — Л., 1947. — 32 с. — 4200 экз.
- Цимбал С. Л. «Старые друзья»: Пьеса в 3-х д. Л. Малюгина: [Статья] к спектаклю в Ленингр. … театре комедии.. — Л., 1947. — 24 с. — 4200 экз.
- Цимбал С. Л. Театр. Театральность. Время. — Л.: Искусство, 1977. — 263 с. — 10 000 экз.
- Цимбал С. Л. Творческая судьба Певцова.. — Л.; М.: Искусство, 1957. — 307 с. — 8000 экз.
- Цимбал С. Л. Театральная новизна и театральная современность. — Л.; М.: Искусство, 1964. — 312 с. — 5000 экз.

## Семья
Жена — Бланка Давыдовна Цимбал.
Дочь — Ирина Сергеевна Цимбал, профессор.